# Синтандрей (комуна)
Синтандрей (рум. Sântandrei) — комуна у повіті Біхор в Румунії. До складу комуни входять такі села (дані про населення за 2002 рік):
- Палота (566 осіб)
- Синтандрей (3414 осіб) — адміністративний центр комуни

Комуна розташована на відстані 440 км на північний захід від Бухареста, 4 км на захід від Ораді, 136 км на захід від Клуж-Напоки.

## Населення
За даними перепису населення 2002 року у комуні проживали 3980 осіб.
Національний склад населення комуни:
| Національність | Кількість осіб | Відсоток |
| -------------- | -------------- | -------- |
| румуни         | 3211           | 80,7%    |
| угорці         | 351            | 8,8%     |
| німці          | 294            | 7,4%     |
| цигани         | 96             | 2,4%     |
| словаки        | 18             | 0,5%     |
| українці       | 4              | 0,1%     |
| італійці       | 3              | 0,1%     |
| болгари        | 2              | 0,1%     |

Рідною мовою назвали:
| Мова       | Кількість осіб | Відсоток |
| ---------- | -------------- | -------- |
| румунська  | 3256           | 81,8%    |
| угорська   | 334            | 8,4%     |
| німецька   | 280            | 7,0%     |
| циганська  | 91             | 2,3%     |
| словацька  | 15             | 0,4%     |
| італійська | 3              | 0,1%     |

Склад населення комуни за віросповіданням:
| Релігія        | Кількість осіб | Відсоток |
| -------------- | -------------- | -------- |
| православні    | 2428           | 61,0%    |
| римо-католики  | 594            | 14,9%    |
| греко-католики | 397            | 10,0%    |
| п'ятдесятники  | 296            | 7,4%     |
| баптисти       | 136            | 3,4%     |
| реформати      | 108            | 2,7%     |
| унітарії       | 2              | 0,1%     |
| мусульмани     | 1              | < 0,1%   |